# HMS Galatea (F18)
Pour les autres navires du même nom, voir HMS Galatea.
Pour les articles homonymes, voir F18.
Le HMS Galatea est une frégate de la classe Leander de la Royal Navy.

## Histoire
Le HMS Galatea est envoyé après la commission en mer Méditerranée. L'année suivante, il fait des exercices et rejoint le 27e groupe d'escorte en 1966. En 1967, il revient en Grande-Bretagne dans la Home Fleet. En 1968, le Galatea est présent à la Semaine de Kiel avec le Dainty et au Navy Day à Portsmouth.
La frégate est rénovée et transformée en 1971 ; il reçoit des missiles Ikara et Sea Cat. La rénovation est complète en 1974. En 1975, le Galatea participe aux opérations de la troisième guerre de la morue avec l'Islande, il fait surtout des patrouilles contre une possible agression envers les chalutiers de pêche britanniques. En 1976, le navire de la marine islandaise Baldur aborde le Galatea.
En 1977, le Galatea est rénové avant d'être présent à une revue de la flotte à l'occasion du Jubilé d'argent d'Élisabeth II. Le Galatea, leader de la 1re escadre de frégates, se trouve entre le sister-ship Phoebe (en) et le croiseur Blake (en).
En 1978, le Galatea revient en mer Méditerranée pour des patrouilles et des exercices. Il passe une grande partie de l'année 1980 dans le Proche Orient puis se retire au bout de neuf mois lors du déclenchement de la guerre Iran-Irak. En 1981, il arrive à Gibraltar avant d'être déployé dans le golfe Persique au sein de la patrouille d'Armilla (en) jusqu'en 1983.
La frégate est retirée du service le 31 janvier 1987 puis est coulé en tant que cible le 21 juillet 1988 lors d'un exercice en Atlantique nord.